# Démon (Lermontov)

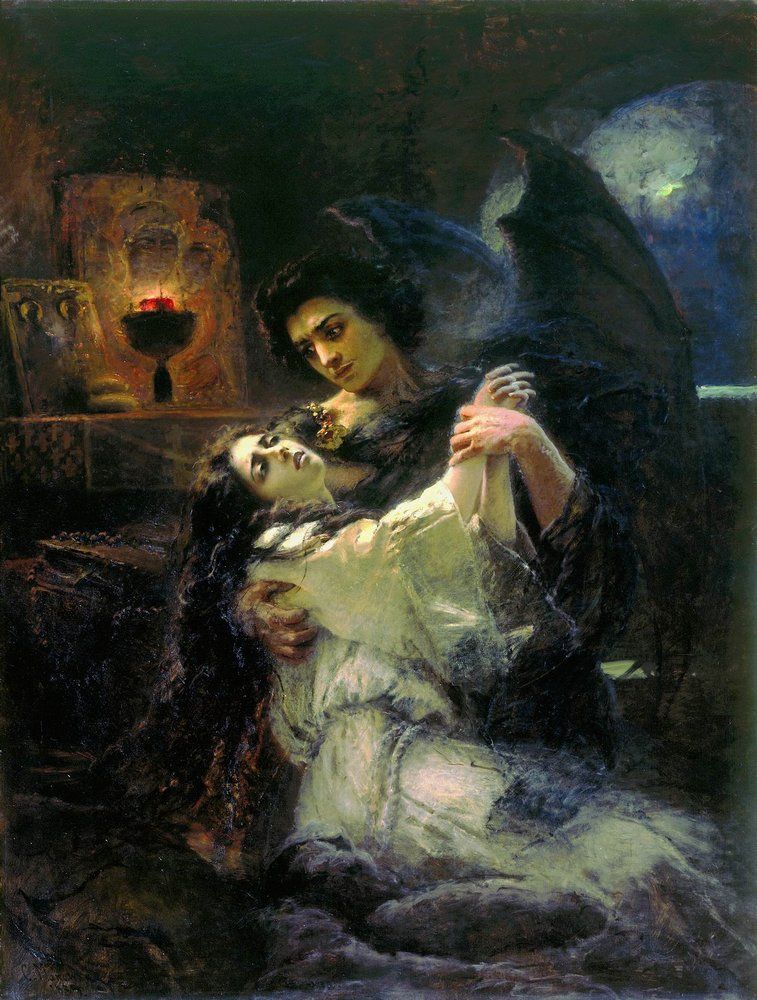
Tamara a démon, Konstantin Jegorovič Makovskij, 1889.

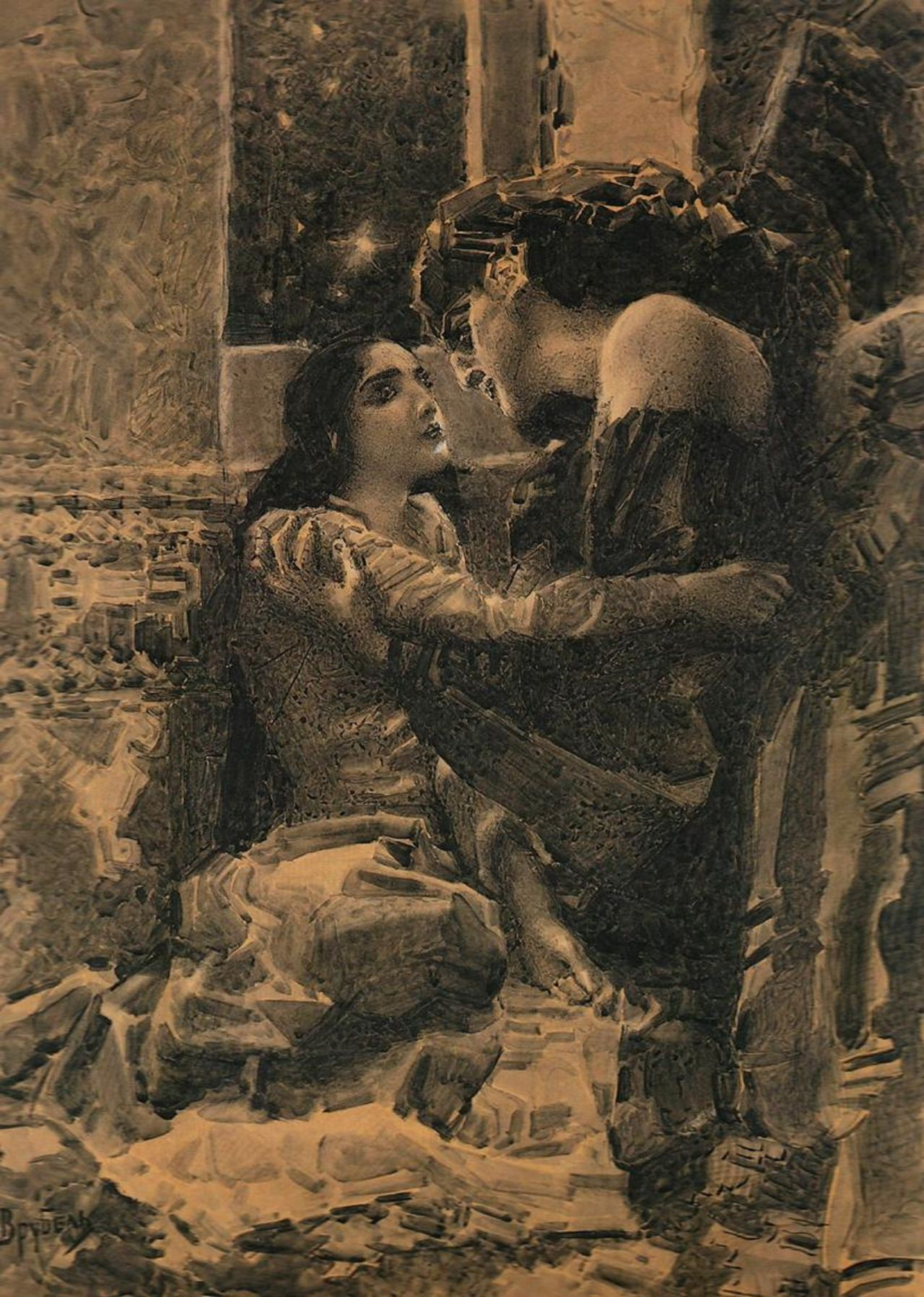
Tamara a démon, Michail Alexandrovič Vrubel, 1890.

Démon (1841, Демон) je nejslavnější poema ruského romantického básníka, prozaika a dramatika Michaila Jurjeviče Lermontova (1814–1841). Je považovaná za druhý největší počin ruského romantismu hned po Puškinově Evženu Oněginovi.
První verzi této básně napsal Lermontov již roku 1829, pracoval na ní tedy více než deset let. Naplnil své dílo smutkem, melancholií a rozervaností, neboť poema je ohlasem vlastního básníkova vědomí osamocenosti a bezmocnosti pod tlakem prázdnoty života tehdejšího Ruska.

## Obsah
Poema na zpola biblický a zpola apokryfní námět vypráví o padlém andělovi, který je pro vzpouru proti Bohu odsouzen k věčnému neklidu a bezcílnému bloudění vesmírem. Hněvivě vzpomíná na doby, kdy ještě věřil, kdy neměl pochybnosti, kdy miloval a kdy neznal zlobu. Všemi nenáviděný se ve své opuštěnosti zamiluje do smrtelné gruzínské princezny Tamary, která očekává svého snoubence. Uchvácen zlobou z cizího štěstí způsobí, že Tamařin ženich, bohatý gruzínský kníže, který se k ní ubírá se svatebním průvodem, je přepaden a ubit. Tamara pro svého ženicha truchlí, ale tajemný hlas jí praví, aby naň zapomněla. Tento hlas jí stále zaznívá v duši, marně hledá bezpečí v tichu kláštera, slyší ho i při modlitbách. Tu vidí před sebou divný zjev, který jí prosí o lásku. Je to démon, který se chce zříci navždy zla a nenávisti, který se chce s Bohem smířit, milovat dobro a opět v něj věřit. Za slov lásky se přiblíží k jejím rtům a políbí ji. V té chvíli Tamara, zasažena jedem jeho dechu, klesá k zemi mrtva. Je pohřbena hodně vysoko v horách, kde je blíž k nebi než k zemi. Démon vidí, že musí zase žít opuštěn a bez lásky, proklíná své sny o lepším životě a vzlétne opět plný zloby do vesmíru. Vina však není ve zlém jednotlivci, ale v řádu, který z něho učinil zdroj zla.

## Česká vydání
- Démon, Svaz českoslovanského studentstva, Praha 1906, přeložil F. Hais,
- Démon, Melantrich, Praha 1939, přeložil Josef Hora, znovu SNKLHU, Praha 1954 a Odeon, Praha 1972.
- Démonova přísaha Tamaře, Otto Girgal, Praha 1940, přeložil Josef Hora,
- Poemy, Melantrich, Praha 1945, obsahuje mimo jiné i poemu Démon, kterou přeložil Josef Hora.
- Výbor z díla I., Svoboda, Praha 1951, obsahuje mimo jiné i poemu Démon, kterou přeložil Josef Hora.
- Démon, Československý spisovatel, Praha 2012, přeložil Milan Dvořák.

## Filmové adaptace
- Démon (1911, Демон), Rusko, režie Giovanni Vitrotti, němý film.